# Dylan Vanwelkenhuysen
Dylan Vanwelkenhuysen (Sint-Truiden, 20 januari 1992) is een Belgische voetballer die uitkomt als aanvaller. 
Op 2 februari 2011 maakte Vanwelkenhuysen zijn debuut in de eerste klasse voor Sint-Truidense VV in de uitwedstrijd tegen KRC Genk. De match eindigde op een 1-1-gelijkspel.

## Statistieken
| Seizoen | Club                          | Land    | Reeks                       | Wed | Goals |
| ------- | ----------------------------- | ------- | --------------------------- | --- | ----- |
| 2010/11 | Sint-Truidense VV             | België  | Eerste klasse               | 13  | 0     |
| 2011/12 | Sint-Truidense VV             | België  | Eerste klasse               | 0   | 0     |
| 2011/12 | → Verbroedering Geel-Meerhout | België  | Derde klasse B              | 14  | 7     |
| 2012/13 | → Bocholter VV                | België  | Derde klasse B              | 34  | 19    |
| 2013/14 | Sint-Truidense VV             | België  | Tweede klasse               | 4   | 0     |
| 2013/14 | KV Woluwe-Zaventem            | België  | Derde klasse B              | 15  | 3     |
| 2014/15 | KV Woluwe-Zaventem            | België  | Tweede klasse               | 21  | 3     |
| 2014/15 | Alasjkert FC                  | Armenië | Aradżin chumb               | 6   | 0     |
| 2015/16 | Bocholter VV                  | België  | Derde klasse B              | 38  | 11    |
| 2016/17 | Thes Sport                    | België  | Tweede klasse amateurs VV B | 32  | 15    |
| 2017/18 | Thes Sport                    | België  | Tweede klasse amateurs VV B | 31  | 6     |
| 2018/19 | KVK Wellen                    | België  | Derde klasse amateurs VV B  | 18  | 9     |
| 2019/20 | KVK Tienen                    | België  | Tweede klasse amateurs VV B | 23  | 9     |
|         |                               |         | Totaal                      | 249 | 79    |